# Paweł Mazur
Paweł „Paulus” Mazur (ur. 24 marca 1968 w Lublinie) – polski malarz, rysownik, poeta i prozaik. Członek Totartu, grupy poetyckiej Zlali Mi Się Do Środka i zespołu muzycznego Gdańsk 2000. Jest prekursorem metody pisarskiej zwanej zlewem, polegającej na bezrefleksyjnym zapisie strumienia myśli. Stypendysta Miasta Gdańska. 
Mieszka i tworzy w Gdańsku.

## Dorobek artystyczny
Uczestniczył w tworzeniu programów radiowych i telewizyjnych, np.:
- Brzóska Show
- Dzyndzylyndzy
- Lalamido
- Pętla Czasu
- Sprężyny Paulusa
- Windą na Szafę
- Moje miasto, czyli historia Gdańskiem pisana

Jest autorem komiksu Twins oraz komiksów dla czasopism: Magazyn 5-10-15, Saturator, Inny Komiks, Mać Pariadka.
Rysował dla takich czasopism, jak np. Gazeta Wyborcza, Życie Warszawy, Przekrój, Tygodnik Literacki, Wieczór Wybrzeża, brulion i in.
Wydał tomiki poezji:
- Erbaut Brzeźno 1914 (1989)
- Papua-Nowa Gwinea (1990)
- Paulus Poezje cz. 1 i cz. 2 (1991)
- Jak nie sprzedać się za mleczko i serek (1994)
- Łut Triumfalny (1997)
- Wodą w róże! (2000)
- Szwedzki stół (2008)

## Nagrody
- Nagroda Prezydenta Miasta Gdańska w Dziedzinie Kultury za całokształt pracy artystycznej oraz z okazji jubileuszu 25 lat istnienia grupy Totart (2011)
- Nagroda Prezydenta Miasta Gdańska w Dziedzinie Kultury z okazji jubileuszu 30-lecia Formacji Totart (2016)
- Nagroda Prezydenta Miasta Gdańska w Dziedzinie Kultury z okazji 35-lecia Tranzytoryjnej Formacji Totart (2021)

Źródło:.